# Henry James Hope
Henry James Hope (* 3. September 1912 in Hobart, Tasmanien; † 30. September 1965 in Sydney, New South Wales) war ein australischer Politiker (ALP).
Hope wurde 1941 im Wahlkreis Franklin für die Australian Labor Party in das House of Assembly, das Unterhaus des tasmanischen Parlaments, gewählt, dem er vom  13. Dezember 1941 bis zum 23. November 1946 angehörte. Bei den Wahlen 1946 konnte er seinen Sitz nicht verteidigen. 1948 wurde er erneut in das House of Assembly gewählt. Diesmal jedoch im Wahlkreis Denison. Hope gehörte dem Parlament nun vom 28. August 1948 bis zum 6. Mai 1950 an. Bei den Wahlen 1950 konnte er seinen Sitz nicht verteidigen.